# 4550 Royclarke
4550 Royclarke је астероид главног астероидног појаса са средњом удаљеношћу од Сунца која износи 3,123 астрономских јединица (АЈ).
Апсолутна магнитуда астероида је 12,8.